# ادی فیلیپس
اِدی فیلیپس (انگلیسی: Eddie Phillips؛ ‏ ۱۴ اوت ۱۸۹۹ – ۲۲ فوریهٔ ۱۹۶۵) بازیگر اهل ایالات متحده آمریکا بود.
از فیلم‌هایی که وی در آن نقش داشته‌است، می‌توان به مهمان سیزدهم، اوج التهاب، مهمان سیزدهم، مه و تعلیق مراقبتی اشاره کرد.